# Via da ubiquitina-proteassoma
               A via da ubiquitina-proteossoma é o principal mecanismo para o catabolismo de proteínas no citosol e no núcleo de mamíferos, possuindo enorme importância para a destruição de proteínas durante o Ciclo Celular. Isso ocorre devido ao fato de haver ampla necessidade de se haver uma degradação ordenada de proteínas para a progressão normal do Ciclo Celular. Dessa forma, a via ubiquitina-proteassoma atua como o principal processo de degradação de proteínas em células eucarióticas. 
A partir das ubiquitinas disponíveis, há a formação de cadeias de poliubiquitinas, as quais são ligadas covalentemente a outras proteínas. Tal complexo é reconhecido e proteolisado por um complexo multiproteico denominado proteassomo 26S.
Essa conjugação é um processo bastante complexo o qual é mediado por três grupos de enzimas:
- A primeira é o grande grupo de enzimas que ativam a ubiquitina, sendo classificadas como E1.
- A segunda envolve as enzimas conjugadoras de Ubiquitina, classificadas como E2.
- A terceira envolve a presença das enzimas ubiquitina-ligases, classificadas como E3.

A maioria das proteínas destinadas à degradação são marcadas pela ligação covalente de múltiplas moléculas de ubiquitina, que fornecem um sinal de reconhecimento para o proteassoma 26S. Porém, a degradação de uma proteína através da Via de Proteassoma da Ubiquitina (UPP) envolve dois passos discretos e sucessivos: marcação da proteína do substrato pela ligação covalente de múltiplas moléculas de ubiquitina (Conjugação), um processo de reconhecimento específico, empregando a cascata de conjugação da ubiquitina; e a subsequente degradação da proteína marcada pelo proteassoma 26S, composto pelo núcleo catalítico 20S e pelo regulador 19S (Degradação). Esta função clássica da ubiquitina está associada às funções de manutenção, regulação do turnover de proteínas e a geração de antígenos peptídicos. 

## Conjugação[1][2]
A ubiquitina liga-se covalentemente a outras moléculas de ubiquitina e/ou a outras proteínas, seja como molécula única ou como cadeias de poli-ubiquitina. A ligação da ubiquitina à ε-amina dos resíduos de lisina das proteínas alvo requer uma série de etapas enzimáticas dependentes de ATP pelas enzimas E1 (ativação da ubiquitina), E2 (conjugação da ubiquitina) e E3 (ligação à ubiquitina). O E3 liga-se a proteínas do substrato e também a um E2 para formar um complexo de substrato E2-E3. É o reconhecimento e a formação do referido complexo que possui o nível mais alto de especificidade de substrato para a cascata de conjugação.
O processo dependente de ATP e de ubiquitina é responsável por atividades intracelulares tão diversas quanto a remoção de proteínas domésticas deformadas ou envelhecidas, a regulação do ciclo celular via degradação da ciclina e a resposta imune celular pelo processamento de peptídeos antigênicos. Esse processo está relacionado com as proteínas mais ubiquitinadas, reconhecidas pelo proteossomo 26S, que são enfiadas na câmara proteolítica 20S de maneira dependente de ATP. 

## Deconjugação[1][2]
As ligações covalentes de ubiquitina (ligações isopeptídicas), entre a ubiquitina e uma proteína alvo, bem como entre as moléculas de ubiquitina numa cadeia, podem ser revertidas por enzimas desubiquitinantes específicas (English: DUBs-deubiquitinating enzymes). A montagem de DUBs individuais em complexos protéicos distintos permitiu a diversificação da atividade de DUB, necessária para processar as assembleias cada vez mais diversificadas de marcas de monobiquitina e polibiquitina em substratos. Essa regulação dinâmica no sistema de proteassoma ubiquitina é ressaltada pela crescente evidência de que muitos DUBs são parte dos complexos ubiquitina ligase, o que permite que os DUBs regulam a atividade e a abundância tanto da ligase quanto do substrato.

## Degradação[1][2]
A Ub (ubiquitina) é conjugada a proteínas que são destinadas à degradação por um processo dependente de ATP que envolve três enzimas. Uma cadeia de cinco moléculas de Ub ligadas ao substrato proteico é suficiente para o complexo ser reconhecido pelo proteassoma 26S. Além das reações dependentes de ATP, Ub é removido e a proteína é linearizada e injetada no núcleo central do proteassoma, onde é digerida em peptídeos. Os peptídeos são degradados em aminoácidos por peptidases no citoplasma ou usados na apresentação de antígenos. 
A degradação de proteínas se faz necessária para que haja a remoção de excessode enzimas e outras proteínas quando elas não exercem mais nenhuma função na célula, ou seja, quando se tornam inúteis ou quando há algum tipo de erro no dobramento da proteína, o que a impede de realizar sua função.

## Modificadores tipo Ubiquitina (UBLs)[1][2]
Embora a ubiquitina seja o modificador pós-tradução mais bem compreendido, existe uma família crescente de proteínas semelhantes à ubiquitina (UBLs) que modificam alvos celulares em uma via paralela, mas distinta da ubiquitina. Esses modificadores alternativos incluem: SUMO, NEDD8, ISG15, APG8, APG12, FAT10, Ufm1, URM1 e Hub1, que são moléculas relacionadas têm novas funções e influenciam diversos processos biológicos. Existe também uma regulação cruzada entre as várias vias de conjugação, uma vez que algumas proteínas podem ser modificadas por mais do que uma UBL e às vezes até pelo mesmo resíduo de lisina. Proteínas conjugadas a UBLs normalmente não são direcionadas para degradação via proteassoma, mas sim funcionam em diversas atividades regulatórias. A fixação de UBLs pode alterar a conformação do substrato, afetar a afinidade por ligantes ou outras moléculas que interagem, alterar a localização do substrato e influenciar a estabilidade da proteína. 
As UBLs são estruturalmente similares à ubiquitina e são processadas, ativadas, conjugadas e liberadas dos conjugados por etapas enzimáticas similares aos mecanismos correspondentes da ubiquitina. Os UBLs também são traduzidos com extensões do terminal C que são processadas para expor o LRGG C-terminal invariante. Esses modificadores possuem suas próprias enzimas E1 (ativadora), E2 (conjugada) e E3 (ligante) específicas que conjugam as UBLs a alvos intracelulares. Estes conjugados podem ser revertidos por isopeptidases específicas de UBL que possuem mecanismos semelhantes aos das enzimas deubiquitinantes. 

### Enzimas do Sistema Cascata de Ubiquitinação

#### Enzima ativadora de ubiquitina
Pode ser chamada de E1 ou UBA. Um único E1 é entendido como sendo responsável pela ativação da ubiquitina necessária para todas as modificações. Na levedura, por exemplo, apenas um UBA funcional, UBA1, é conhecido por sua atividade de ativação da ubiquitina. Sua deleção é letal em levedura, como esperado, e a mutação de um suposto resíduo de Cys no sítio ativo abole a atividade de E1.

#### Enzima carreadora de ubiquitina
Pode ser chamada também de enzima conjugadora de ubiquitina(UBC) ou E2. Muitas enzimas dessas foram identificadas em, pelo menos, 13 em leveduras (UBC1–13) e mais de 20 em mamíferos, refletindo seu papel em conferir a especificidade para a ubiquitinação de diversos substratos proteicos. Os E2s são subdivididos com base em suas sequências primárias distintas, presumivelmente refletindo suas especificidades diferentes para seus E3s cognatos.
Entre os 13 E2s de levedura conhecidos, apenas UBC3 e UBC9 são codificados por genes essenciais e ambos estão envolvidos na regulação da progressão do ciclo celular. O UBC3 / CDC34, por exemplo, está envolvido na degradação do inibidor SIC1 CDK, o que é necessário para a transição de fase G1 para S, em conjunto com CDC53, SKP1 e CDC4. Além disso, o UBC2 / RAD6 está envolvido no reparo do DNA em cooperação com seu cognato E3α15 para degradar os chamados substratos protéicos da regra da extremidade N. Acredita-se geralmente que os E2s, juntamente com os seus E3 cognatos, reconhecem substratos proteicos específicos. Tais exemplos e E3s específicos serão descritos abaixo com mais detalhes.

#### Ligases de ubiquitina-proteína
Também podem ser chamadas de E3. Esse tipo de ligase reconhece motivos específicos em seus substratos e catalisa a transferência de ubiquitina diretamente ou indiretamente de um intermediário tioéster de seu E2 cognato para formar uma ligação isopeptídica amida entre o substrato protéico e a ubiquitina. Existem alguns mecanismos possíveis para o reconhecimento de substratos protéicos pelos diferentes E3s. Por exemplo, alguns substratos transportam sinais de degradação que são constitutivamente ativos, enquanto outros substratos requerem uma modificação covalente do motivo da sequência, tal como fosforilação. Por outro lado, os próprios E3s podem ser alterados ou ligados a uma proteína auxiliar para reconhecer um subconjunto específico de substratos.

## Proteossomo 20S e 26S: Conversão dos pontos dos substratos ubiquitinados[1][2][3]
O proteossomo 20S possui a estrutura de um barril oco que consiste em quatro anéis heptaméricos empilhados, formando uma câmara central que permite a passagem de moléculas do topo até a base da estrutura. Cada anel é composto por sete subunidades, as quais podem ser classificadas em dois grupos: subunidades α, compõem os dois anéis externos, e subunidades  β, compõem os dois anéis internos. Estudos mutagênicos e estruturais revelaram que as treoninas da região amino terminal das subunidades  β são os nucleófilos catalíticos. Isso é um contraste com as outras proteases celulares, que possuem seus nucleófilos localizadas em subunidades internas da enzima. 
Os proteossomos eucarióticos contém um complexo 19S adicional com função regulatória, que se liga à estrutura 20S para formar a holoenzima, forma mais ativa do proteossomo, denominada proteossomo 26S. O complexo 19S é composto por uma tampa e uma base. A tampa reconhece, de forma extremamente específica, os substratos protéicos ubiquitinizados, enquanto a base, que possui seis estruturas ATPase, é responsável por desdobrar a proteína e empurrá-la no sítio catalítico da enzima, sendo esse processo dependente de ATP. É importante ressaltar que o proteossomo 20S eucariótico possui uma atividade proteolítica modesta enquanto está sozinho, precisando se associar a complexos 19S ou 11S regulatórios para adquirir sua atividade total. Recentemente, foi descoberto que o complexo 19S atua promovendo a abertura de um canal fechado na estrutura do proteossomo 20S, permitindo o acesso para a câmara central dessa estrutura. Similarmente, o complexo regulatório 11S (PA26) mostrou atuar abrindo o canal que separa a câmara central do proteossomo 20S do meio intracelular. 
O proteossomo 20S possui múltiplas atividades proteolíticas em uma única câmara proteolítica interna, o que permite que ele, diferentemente de outras proteases, consiga clivar praticamente todas as ligações peptídicas presentes em uma proteína. Tradicionalmente, a atividade proteolítica do proteossomo 20S é expressa pela sua preferência em clivar ligações peptídicas imediatamente depois de um aminoácido específico, um resíduo de aminoácido P1 de um modelo de peptídeos e substratos polipeptídicos naturais. Essa atividade catalítica pode ser referida como “chymotrypsin-like” (CT-L), “trypsin-like” (T-L) e “post-glutamyl peptide hydrolyzing” (PGPH). Além dessas, o proteossomo 20S possui outros dois tipos de atividades proteolíticas:  “branched-chain amino acid-preferring” (BrAAP) e “small neutral amino acid-preferring”. 
Tentativas de mapear a atividade dos sítios do proteossomo 20S foram feitas para se descobrir quais seriam as subunidades responsáveis por cada uma dessas atividades catalíticas citadas anteriormente. Descobriu-se, por exemplo, que β1 (PRE3) é responsável pela atividade PGPH e que β2 (PUB1) é necessária para a atividade T-L.
A combinação de estudos genéticos, estruturais e inibitórios revelaram a importância da Thr amino terminal como o nucleófilo catalítico no proteossomo 20S, em contraste com outros resíduos de aminoácidos, como Ser, Cys e Asp, que não afetam tanto a proteólise mediada por esse complexo. Depois, vários estudos com inibidores da atividade do proteossomo 20S foram feitos, mostrando que esses inibidores atuam justamente ao se ligarem na Thr terminal e promoverem sua modificação covalente.  
Segundo essas linhas de evidência, o proteossomo 20S é classificado como uma hidrolase nucleofílica amino terminal (Ntn) que possui o amino terminal Thr agindo como nucleófilo catalítico. Considerando os mecanismos gerais de proteólise por outras Ntn hidrolases e estudos genéticos, estruturais e inibitórios do proteossomo 20S, o mecanismo a seguir foi proposto para para a proteólise catalisada pelo proteossomo 20S:
● Etapa 1: o grupo hidroxila do amino terminal Thr-1 ataca o grupo carbonila do peptídeo da ligação peptídica, um próton é transferido do grupo hidroxila do nucleófilo para o grupo α-amino descarregado do mesmo Thr-1, mais provavelmente através de uma molécula de água como intermediária. As evidências para essa participação da água vêm da proximidade que esta possui do amino terminal Thr-1 no sítio ativo da subunidade catalítica. 
● Etapa 2: o intermediário de adição tetraédrico então se decompõe para resultar na formação do intermediário da enzima acila covalente, com uma transferência de prótons para o grupo de saída.
● Etapa 3: a hidrólise do intermediário da enzima acilo é proporcionada  para ocorrer por um mecanismo similar como descrito acima para a sua formação. O grupo α-amina livre do terminal amino Thr-1 remove um próton da molécula de água agressora novamente através de uma molécula de água intermediária.
● Etapa 4: Um próton é transferido para o átomo de oxigénio de Thr-1 à medida que o produto é expulso do intermediário de adição tetraédrico.
As subunidades β catalíticas do proteassoma 20S são sintetizadas em uma forma inativa contendo uma sequência amino terminal que é removida após a montagem no núcleo da proteassoma 20S. Isso impede a proteólise inadvertida de proteínas celulares pelas subunidades β recém-sintetizadas da proteassoma 20S. 
As subunidades β da proteassoma 20S do Thermoplasma contêm 8 pró-sequências longas em aminoácidos e todas as 14 subunidades são processadas e tornam-se cataliticamente ativas. Nos eucariotos, no entanto, as pró-sequências são mais longas e heterogêneas e apenas três subunidades (PRE2, PRE3 e PUB1) das sete subunidades β distintas da proteassoma da levedura são processadas e tornam-se cataliticamente ativas.

## Substratos celulares representativos e processos visados pela via ubiquitina-proteassoma[3]
A progressão ordenada pelo ciclo celular exige que haja uma expressão periódica e alternada de algumas proteínas envolvidas no ciclo. Especialmente, as ciclinas são moléculas proteicas cujo nome já indica que seus níveis de concentração oscilam ao longo do ciclo celular. Estudos direcionados à área têm demonstrado que a concentração de ciclinas é mediada pela via ubiquitina-proteassoma. Dessa forma, a proteólise decorrente da atuação dos proteassomas é entendida como um mecanismo de grande importância do ciclo celular. Partindo do princípio de que a via ubiquitina-proteassoma pode bloquear a progressão do ciclo celular em muitas fases distintas, essa via tem sido bastante estudada para impedir a proliferação de células tumorais, podendo ser utilizada, por conseguinte, em técnicas terapêuticas do câncer.
Um fato importante a ser analisado, nesse contexto, consiste na regulação dos níveis da proteína p53 pelo processo de ubiquitinação. A proteína p53 constitui um fator transcricional cuja ativação está ligada ao bloqueio do ciclo celular caso sejam verificadas falhas no material genético, o que contribui para a ocorrência de apoptose e, consequentemente, impede que a célula adquira características de células tumorais por meio de divisões celulares desordenadas. Contudo, a concentração de p53 é normalmente baixa no meio intracelular, e a via ubiquitina-proteassoma está diretamente associada à regulação dos níveis desse fator de transcrição. Uma das proteínas que regulam a concentração de p53 é a MDM2, que se liga ao domínio de trans-ativação aminoterminal da p53, o que resulta na inibição da atividade transcricional dessa proteína. Com a ajuda de seu cognato E2, UbcH5, a MDM2 transfere ubiquitinas ativadas para si mesma e para a p53. Vale ressaltar que o reconhecimento de p53 é mediado, sobretudo, pela ligação do domínio carboxiterminal da MDM2 com o domínio de trans-ativação da p53. É importante observar, também, que a fosforilação de um resíduo de serina (Ser) no terminal amina da p53 estabiliza a concentração dessa molécula, haja vista que reduz sua ligação com a MDM2. Alternativamente, a fosforilação de MDM2 também exerce um papel importante na regulação da estabilidade da p53.
O fator transcricional NF-kB (do Inglês: fator nuclear kB) é uma outra proteína regulatória cuja ativação pode ser controlada pela via ubiquitina-proteassoma. O NF-kB participa de uma série de processos biológicos importantes, tais como proliferação celular, apoptose, respostas imunes e inflamatórias. Comumente, o NF-kB permanece ligado a uma proteína desfosforilada que inibe sua atividade, a IkB, a qual bloqueia a translocação nuclear de NF-kB. Em resposta a citocinas pró-inflamatórias (como, por exemplo, o fator de necrose tumoral-alfa e a interleucina 1), é ativada uma cascata enzimática cuja atividade resulta na fosforilação do IkB, liberando-se, então, o NF-kB.
No entanto, estudos acerca da destruição do IkB-alfa (um dos membros mais conhecidos da família de proteínas IkB) revelaram que a via ubiquitina-proteassoma também pode estar associada à ativação do NF-kB. Foi descoberto que, estando fosforilada pelas cinases IKK alfa e beta, o IkB-alfa (inibidor de NF-kB) é reconhecido pelo complexo SCF, que contém a proteína F-box, bem como a proteína ROC1. A partir desse processo, o complexo E2-E3 liga uma cadeia de poliubiquitina ao IkB-alfa, o qual é então marcado para a degradação no proteassoma 26S.
A via ubiquitina-proteassoma também se vincula ao controle da atividade da proteína NF-kB por meio da proteólise da p105. A proteína p105 forma um complexo em conjunto com a p65, que é reconhecido pelo complexo da SCF contendo a proteína F-box. Enquanto o mecanismo exato de processamento da p105 em resposta a estímulos advindos da ativação do NF-kB ainda não foi determinado, estudos têm analisado que a aceleração do processamento de p105 é devida, em grande parte, à fosforilação da p105 mediada pela cinase IKK. Por outro lado, a degradação de proteínas p105 recém-sintetizadas em proteassomas 26S constitui um mecanismo alternativo de controle da NF-kB.
Além disso, deve-se considerar a exploração das células hospedeiras por vírus. A via ubiquitina-proteassoma é um dos processos intracelulares subvertidos pela atuação viral. Nesse âmbito de relação à via ubiquitina-proteassoma, destacam-se os citomegalovírus humanos e os retrovírus. A concepção de que a montagem do vírus está vinculada à via ubiquitina-proteassoma deve-se, em grande medida, ao grande número de ubiquitinas livres encontradas em vírus de leucosis aviar. Recentemente, descobriu-se que vírus maduros de imunodeficiência humana do tipo 1 (HIV-1) também exibem, em sua estrutura interna, um grande nível de ubiquitinas livres. Esse envolvimento da via ubiquitina-proteassoma em retrovírus permite a elaboração de várias estratégias terapêuticas anti-HIV. Nesse sentido, observou-se que a maturação retroviral pode ser inibida por meio do tratamento de células infectadas com inibidores específicos de proteassoma (a exemplo de lactacystin e epoxomicin) em concentrações muito inferiores àquelas que causam citotoxicidade. Trata-se, pois, de uma possível indicação para o desenvolvimento de potenciais drogas anti-HIV. 

## Doenças humanas devido a defeitos da Via da Ubiquitina-Proteassoma[1]
Já que a via de Ubiquitina-Proteassoma media diversas proteínas, o defeito de algum processo bioquímico no seu processo está relacionado com diversas doenças humanas, como será mostrado a seguir alguns casos.
● A síndrome de Angelman é um transtorno neurológico complexo devido a vários mecanismos genéticos que mapeiam o cromossomo humano 15q11-q13. As características clínicas desse transtorno incluem atraso no desenvolvimento, comprometimento da fala, distúrbio de movimento ou equilíbrio e singularidade comportamental. Análises genéticas revelaram que as mutações do gene UBE3A no cromossomo 15q foram identificados em alguns pacientes com síndrome de Angelman. O gene UBE3A codifica uma proteína chamada proteína ligase E6-AP (também conhecida como proteína ubiquitina ligase ou E3). Assim, é evidente que a via ubiquitina-proteassoma desempenha um papel importante durante o desenvolvimento cerebral e a sua perturbação causa um distúrbio neurolopatológico.
● A síndrome de Liddlere é um raro distúrbio hereditário, no qual o indivíduo é incapaz de manter o equilíbrio adequado de sal e água no corpo, o que proporciona uma pressão sanguínea anormalmente alta. No mecanismo molecular da síndrome de Liddle, foram achados um mecanismo regulador da reabsorção de sódio, no qual a falta de adequada ubiquitinação do canal de sódio resulta em aumento da retenção do canal de sódio na superfície celular e, portanto, uma reabsorção excessiva de sódio e água levando à hipertensão. Deve-se notar, no entanto, que este canal de sódio de vida curta, após a ubiquitinação, é direcionado e degradado no lisossoma, mas não pelo maquinário proteassoma 26S.
● O fator de risco mais importante para o câncer do colo do útero é a infecção pelo papilomavírus humano (HPV). Nos casos de câncer do colo do útero causado pelas cepas de alto risco do HPV, os níveis da proteína supressora de tumor p53 foram anormalmente baixos devido à presença das proteínas E6 codificadas pelo oncogênico HPV. Essa degradação da p53 promovida pelo E6 envolve a via da ubiquitina-proteassoma e representa o mecanismo principal, pelo qual o vírus transforma as células hospedeiras. 
● O câncer colorretal  surge no epitélio da luz do cólon e do reto. De um modo geral, a transformação das células epiteliais normais em células cancerígenas ocorre através de um processo multiestágio, como resultado de muitos defeitos diferentes. Um dos defeitos genéticos mais bem caracterizados é encontrado no gene APC (adenomatous polyposis coli) localizado no cromossomo 5q21. Entre suas muitas funções, a APC é conhecida por controlar o nível celular de β-catenina, formando um complexo com Axin, que recruta e facilita a ubiquitinação de β-catenina para posterior degradação pelo proteassoma 26S.
● A doença de Alzheimer é uma desordem cerebral crônica devido a uma degeneração progressiva do tecido cerebral, levando à perda de funções mentais, como a memória e a aprendizagem. A doença de Alzheimer é marcada por agregados anormais (placas senis) e nós irregulares (emaranhados neurofibrilares) da matéria cerebral. Por análise imuno-histoquímica do conteúdo protéico em corpos de inclusão intracelular, a ubiquitina é encontrada tanto nos emaranhados neurofibrilares quanto nas placas senis. Embora ainda não esteja claro se a acumulação de conjugados de ubiquitina é primária ou secundária, um crescente número de evidências indicam o envolvimento da ubiquitina.

## Inibidores[1]
A maioria dos inibidores atualmente disponíveis na via ubiquitina-proteassoma inibem o proteassoma 20S, o núcleo da maquinaria de proteólise, ao invés da ubiquitinação a montante e reconhecimento de substratos proteicos ubiquitinados. Estes inibidores de proteassoma são amplamente classificados em dois grupos: análogos sintéticos e produtos naturais. Inibidores sintéticos são compostos baseados em peptídeos com diversos farmacóforos. Estes incluem benzamidas peptídicas, α-cetoamidas peptídicas, aldeídos peptídicos, α-cetoaldeídos peptídicos, vinil sulfonas peptídicas e ácidos borônicos peptídicos. Em contraste os inibidores de proteassoma de produto natural exibem variedade de estruturas de núcleo e de farmacóforos. Os inibidores de proteassoma de produto natural conhecidos incluem epoxicetonas peptídicas lineares, macrociclos de péptidos, éster de tiol y-lactama e toxina de epipoliltio-dioxopiperazina.

### Inibidores de Proteassoma Sintético
Os aldeídos peptídicos são usados há muito tempo como inibidores de proteases de serina e cisteína. Dado que o grupo funcional aldeído está prontamente sujeito a um ataque nucleofílico por grupos hidroxila ou tiol e que o proteassoma usa o grupo hidroxila da treonina amino terminal como um nucleófilo, não é surpreendente que os aldeídos peptídicos comercialmente disponíveis tenham sido o primeiro inibidor de proteassoma. família identificada. No início dos anos 80, a leupeptina (1), um inibidor de protease padrão de serina (tripsina, plasmina) e cisteína (papaína, catepsina B), já era reconhecido como um agente bloqueador da atividade T-L do proteassoma 20S. Posteriormente, os inibidores de calpaína I (2) e II (3) também mostraram inibir a atividade de CT-L do proteassoma 20S. Após a ligação ao sítio activo do proteassoma 20S, um aldeído peptídico forma um aducto hemiacetal covalente que é reversível sob condições fisiológicas. Como os aldeídos peptídicos podem ser facilmente preparados e otimizados, os pesquisadores desenvolveram uma infinidade de inibidores de aldeído com maior potência, bem como maior seletividade para a atividade de CT-L do proteassomo 20S. Tais exemplos incluem MG115 (4), MG132 (5) 175 e PSI (6), que são todos potentes e inibidores selectivos de CT-L que são amplamente utilizados no estudo do papel do proteassoma em vários processos celulares. Da mesma forma, outros inibidores de aldeído peptídico foram sintetizados para estudar outras atividades nos proteassomas, como a atividade de BrAAP. Enquanto isso, os pesquisadores também tentaram melhorar a potência dos aldeídos peptídicos adicionando uma porção cetona adicional na posição α, produzindo um glioxal (7).
Embora esses aldeídos peptídicos, em geral, sejam inibidores potentes e permeáveis às células do proteassoma 20S, e ainda sejam amplamente utilizados em estudos biológicos, a falta de especificidade devido, em parte, à presença de grupo funcional aldeído altamente reativo é uma limitação importante para seu uso como potenciais agentes terapêuticos ou como sondas moleculares na dissecação de vias complexas de sinalização. Para superar tais limitações, os pesquisadores tentaram desenvolver inibidores peptídicos não-reativos, tais como derivados de α-cetocarbonila e éster borônico, dipeptídeo benzamida de indanona e α-cetoamidas expandidas por P′. Inibidores de proteassoma irreversíveis não aldeídos também foram desenvolvidos, tais como tripeptídeos α, β-epoxicetonas e vinilsulfonas.
As sulfonas de vinilo foram primeiro introduzidas como inibidores de cisteína-protease. Embora as vinilsulfonas sejam suficientemente inertes na ausência de um alvo, é bem caracterizado que elas são capazes de formar uma ligação de hidrogênio no sítio ativo de enzimas, tornando-se assim mais eletrofílicas. Apesar de serem mais amplamente conhecidos como inibidores de proteases de cisteína, vinil sulfonas peptídicas também foram desenvolvidas como inibidores potentes contra o proteassoma 20S e empregadas com sucesso em muitos estudos biológicos. As vinil sulfonas peptídicas também demonstraram ser inibidores do proteassoma dirigidos ao local irreversíveis e ativos por modificação do grupo hidroxila da treonina do terminal amino. No entanto, a falta de especificidade é uma grande preocupação para esta classe de inibidores, uma vez que as peptidas vinil sulfonas inibem tanto o proteassoma 20S como outras proteases de cisteína.
Outra classe de inibidores baseados em peptídeos explora o grupo funcional do ácido borônico. Deve notar-se que se pensa que esta classe de inibidores exibe inibição do proteassoma através de uma formação de complexo não covalente. Considerando não haver diferença na potência dos derivados de éster borônico em comparação com os derivados de aldeído correspondentes, a potência inibidora e a selectividade alvo para o proteassoma 20S de inibidores à base de ácido borônico são bastante notáveis. Isto é presumivelmente devido ao facto de um p-orbital vazio num átomo de boro estar posicionado para aceitar o par solitário de oxigênio do resíduo de treonina do terminal amino do proteassoma 20S para formar um intermediário tetraédrico estável. O complexo de borano tetraédrico estável permite que o comprimento da cadeia peptídica do inibidor à base de ácido borônico seja truncado para um dipéptido com boa retenção de actividade inibidora. Isto proporciona vantagens práticas, tais como solubilidade e permeabilidade da membrana, como potencial agente terapêutico. Deve-se notar que, para outra classe de inibidores de proteassoma, são necessárias pelo menos três cadeias de aminoácidos para inibir moderadamente a atividade proteassoma.
O composto mais bem caracterizado desta classe é um ácido dipeptídeo borônico PS-341. Análogo a muitos outros inibidores de proteassoma que bloqueiam a progressão do ciclo celular, o tratamento com PS-341 também resulta no acúmulo de células na fase G2-M, eventualmente levando à apoptose após o tratamento prolongado das células. Além disso, PS-341 inibe a degradação de IκBα mediada pelo proteassoma e a expressão gênica dependente de NFκB in vivo e reduz o crescimento tumoral em modelos de xenoenxerto de murinos e humanos Para explorar tais efeitos, o PS-341 está atualmente sob avaliação clínica para câncer de mama e próstata avançado .